# 魂之系列角色列表
魂之系列角色列表列出了在万代南梦宫娱乐的電子遊戲作品魂之系列中登场的角色。

## 刀魂

### 御劍平四郎
- 日语：，英語：，配音：森川智之
- 異稱：「孤狼劍士」、「戰國的保鏢」、「剛劍無賴」
- 武器：日本刀（是藤、榊、獅子王）

本來只是出身於農村的小子，雙親逝世後，因為生活受到自西方傳來的槍械鐵砲的威脅而開始向劍道邁進。對「Soul Edge」有著一定的興趣，希望透過劍術得到超越種子島鐵砲技術的武力，於是展開旅程。後來得知自己的力量並不能超越鐵砲，因而感到失落，但不久後又重燃起要找尋「Soul Edge」碎片的希望。在遊戲中是一名力量型角色。

### 成美娜
- 日语：，英語：，配音：桑島法子
- 異稱：「一刀入棍娘」、「跳馬繚亂」
- 武器：斬馬刀（紅雷）

成家武術道場的成氏獨生女，為了拯救正受敵國威脅的祖國，於是出國尋找一把具備過人力量的救國之劍。武器是類似薙刀的斬馬刀。性格樂天活潑，對黃星京有一種仰慕之情。

### 李龍
- 日语：，英語：，配音：高塚正也
- 異稱：「憤怒的處刑人」、「復活的雙頭龍」
- 武器：有刀刃的雙節棍（飛燕）

為了消滅倭寇而遠赴日本的暗殺者。

### 沃尔德
- 日语：，英語：
- 異稱：「奈落的番人」、「忠節的奇怪人形」
- 武器：附手短劍（馬那斯、阿尤斯）

風格奇詭的異常戰士，因曾遭遇火災而需要全身包裹著布帶。沒有視力，但有靈敏的嗅覺，對舊主人有著深厚的忠誠心。不能說話，在遊戲中經常發出「嘶嘶」的聲響。除了正常面向敵人外，亦可以以背向、拱橋、仰地等多種姿態發動攻勢，奇詭莫測。

### 蘇菲緹雅
- 日语：，英語：，配音：根谷美智子
- 異稱：「愛與哀傷的女神」、「誓言的再臨」、「守護者的劍光」、「陰柔的聖劍」
- 武器：短劍與盾牌

為了破壞邪劍而展開旅程的神聖少女，使用丈夫羅迪翁鍛造的武器及防具。是卡珊卓的親姊。是一名和平主義者，往往不願意傷害他人。

### 洛克
- 日语：，英語：，配音：稻葉實
- 異稱：「爆走的鬥志」、「激震的大地」、「猛獸之牙」
- 武器：戰鎚

堂堂正正的力量型戰士。本來是一名意大利人，可是童年一次乘船時因受海賊襲擊而流落到不明島嶼之上，並在當地成長。希望透過「Soul Edge」的力量尋找失落的記憶。

### 黃星京
- 日语：，英語：，配音：今村直樹
- 異稱：「亂世之英雄」、「灼熱之志士」
- 武器：唐刀（青嵐）、中華刀（蒼霹）

成美娜父親的劍術道場中，武術造詣非常突出的愛徒。

### 賽凡提斯
- 日语：，英語：，配音：長嶝高士
- 異稱：「被稱譽的男人的遺骸」、「傲岸的海之魔王」、「冥海之略奪王」
- 武器：長劍及短銃劍

首腦級的人物，原本是個惡名昭彰的大海賊，得到邪劍（雙劍型態）後遭到控制而化為魔人四處屠殺，之後雙劍被蘇菲緹雅粉碎其一，接著被多喜擊敗死亡，從此屍體被邪劍碎片控制。

### 地獄火
- 日语：，英語：

邪剑「刀魂」（Soul Edge）精神實體化的存在。在《刀魂》中被直接称作「SoulEdge」。

### 成漢明
- 日语：，英語：

成美娜的父親，成家武術道場的主人。

## 劍魂

### 齊力克
- 日语：，英語：，配音：保志總一朗
- 異稱：「醒覺的宿命」、「紅蓮的淨火」
- 武器：棍（滅法棍）

齊力克是中國明朝臨勝寺的少年修行僧，曾因手持寺中三寶之一的「滅法棍」而失控，殺掉了寺院中的許多僧人弟子，當中更包括柴香華的姐姐香蓮。事後為自己心靈的脆弱而感到痛悔，於是決定四處修行，淨化自己的靈魂。在旅程中常與柴香華、真喜志一起行動。武器是手上的「滅法棍」，另外胸前亦掛著刻有香蓮樣子的「末法鏡」。就遊戲中的設定而言，齊力克有著優秀的攻擊範圍。從角色日文名稱キリク和DreamCast版CG鑑賞的角色全身圖名為「哩似」來看，典故應該是出自阿彌陀佛和觀世音菩薩的梵文種子字ह्रीः。日文發音キリーク，漢字「紇哩似」。

### 柴香華
- 日语：，英語：，配音：久川綾
- 異稱：「涼風的旅藝人」、「流水的劍舞」
- 武器：中華劍（護法劍、無名）

性格爽快的堅強少女，座右銘是「要憑自己的力量把命運之道切開」。自幼受到母親的強烈影響，有著非一般的正義感，品性善良。與好友齊力克有著微妙的感情。

### 真喜志
- 日语：，英語：，配音：神奈延年
- 異稱：「南海之伊達男」、「荒波的快男兒」、「星夜的浪花」
- 武器：雙節棍（霸汀原、蘇龍集）

出身自琉球王國的海賊，其家族成員及同伴被亞斯塔羅斯所剿殺，為了報復而踏上旅程。途中遇上了齊力克及柴香華，彼此結為好友，並共同展開旅途。是一個相當重視情義的人。其攻擊招式華麗燦爛，變化多端，很輕易地可以使出明快強勁的招數，是適合初級玩者使用的角色。

### 亞瑟
- 日语：，英語：，配音：高塚正也
- 異稱：「碧眼之修羅」
- 武器：日本刀〈月山〉

### 亞斯塔羅斯
- 日语：，英語：，配音：大友龍三郎
- 異稱：「魔人的尖兵」、「破壞執行者」
- 武器：大斧

由邪教集團的大神官所製造的「執行人」，根據「白色巨人」洛克的資料而製作的人造人。受大神官的命令到世界找尋「Soul Edge」，與蘇菲緹雅姊妹、真喜志等人是仇敵。

### 蜥蜴人
- 日语：，英語：
- 異稱：「戰慄之綠鱗」、「憤怒之綠鱗」
- 武器：單手斧及盾牌

原本是一名虔誠向神的聖戰士，卻遭邪神捕獲，被改造成半人半蜥蜴的怪物。為了向自己一直信仰、卻在信途受難時始終袖手旁觀的神報復而踏上尋求Soul Edge之路。

### 剑圣
- 日语：，英語：

有着神秘过去的长者，精通多种武器，其经历和真名无人知晓。担任临胜寺的武术顾问，在临胜寺因「邪恶种子」事件毁于一旦后，收留了齐力克并向他传授压制体内邪恶力量的方法。

## 劍魂II

### 拉菲爾
- 日语：，英語：，配音：增谷康紀
- 異稱：「狂氣的小夜曲」
- 武器：西洋劍

左撇子，被貴族所追殺的索雷爾家族當家。在逃亡的過程中拯救了孤兒艾蜜，並視其為養女。除了對拉菲爾外，艾蜜基本上不對任何人打開心窗，拉菲爾看到她後，就對於反覆對付他的貴族產生疑問，於是打算尋求「Soul Edge」去消滅這些貴族。可是，計劃失敗後反而受到魔氣的侵蝕而失控，更令到艾蜜也陷入失控。於是開始尋找「Soul Calibur」打算獲得更高層次的力量。

### 塔琳姆
- 日语：，英語：，配音：田村由香里
- 異稱：「無垢的風之行方」
- 武器：叉刃拐

出身自東南亞一個信奉「風」的靈媒家族，是族中的「最後一個巫女」。能夠解讀「風」的訊息，並能感覺由「Soul Edge」所發出的危險力量，為了淨化「Soul Edge」而踏上旅程。

### 卡珊卓
- 日语：，英語：，配音：高木禮子
- 異稱：「凜然的勇姬」
- 武器：短劍與盾牌

是蘇菲緹雅的親生妹妹，為了令世上的人不再受苦而與姊姊一起踏上破壞「Soul Edge」的旅程。與姊姊的優雅穩重不同，她的性格比較鮮明快活，是個樂天派的女孩子，也有調皮的一面，在戰鬥時表現得十分堅強。

### 洪潤星
- 日语：，英語：，配音：鳥海浩輔
- 異稱：「閃腳之烈士」
- 武器：中華刀（白露）

相當踏實穩重的青年，經常被師姐成美娜欺負。

### 查雷特
- 日语：，英語：

### 奈克瑞德
- 日语：，英語：

### 刺客
- 日语：，英語：

海外版才能被玩家使用

### 狂战士
- 日语：，英語：

海外版才能被玩家使用

### 三岛平八
- 国籍：日本
- 武器：無
- 流派：三島流喧嘩空手

PS2版独有客串角色。

### 林克
NGC版独有客串角色。

### 閃靈悍將
Xbox版独有客串角色。

## 劍魂III

### 札薩拉梅爾
- 日语：，英語：，配音：土田大
- 異稱：「暗黑的宿業輪迴」
- 武器：大鐮刀

守護「Soul Calibur」的家族成員，學會轉生輪迴之術，能夠在永恆的時間中生存，目的是為了體會無限次的死亡的痛苦。後來接受不了這個目標，打算找一個能讓自己得到安樂的永眠的方法。

### 緹拉
- 日语：，英語：，配音：淺野真澄
- 異稱：「圓刃之告死鳥」
- 武器：圓刃

隸屬於在歐洲活躍的暗殺組織「渡鳥」的刺客。後來成為了夢魘的忠僕。

### 雪華
- 日语：，英語：，配音：葛城七穗
- 異稱：「殺意的花吹雪」
- 武器：藏有日本刀的紙傘

認為御劍平四郎是殺害親人及師尊的仇人，一直打算找其報復的女性。

### 貓頭鷹大師
- 日语：，英語：，配音：宗矢樹賴
- 異稱：「百劍之武王」
- 武器：所有武器

熟悉所有武藝的宗師，頭部戴著貓頭鷹的帽子面具。

### 深淵
- 日语：，英語：，配音：土田大
- 異稱：「深遠的至暗」
- 武器：死神鐮刀

由札薩拉梅爾衍生的力量憑依。

### 復仇者
- 日语：，英語：
- 異稱：「虛無的空刃」
- 武器：雙曲刀

恐怖的暗殺者，曾殺害札薩拉梅爾。擁有不老不死的軀體。

### 貪婪
- 日语：，英語：，配音：平井啟二
- 異稱：「刻紋的四號」
- 武器：苦無（寂曜、祿曜）

為錢財而輕行殺戮，並且樂在其中的盜賊。

### 米莎
- 日语：，英語：，配音：牧島有希
- 異稱：「崩壞的五號」
- 武器：日本刀（赤烏）、手裡劍（錆羽）

在世上暗裡活躍的盜賊團成員之一。其名字有「守財奴」之意。

### 薇拉莉婭
- 日语：，英語：，配音：牧島有希
- 異稱：「目利的鐵板娘」
- 武器：足刃（仙王之印）

是遊戲中「道具店」的店員，擅長以蹴擊為主的武術。

### 花麗
- 日语：，英語：，配音：今野宏美
- 異稱：「來來商人娘」
- 武器：棍（仙王之印）

是遊戲中「武器店」的店員，棍術變化多端，而且還有《西遊記》如孫悟空的如意棒般能伸長。

### 蓮尼特
- 日语：，英語：，配音：立野香菜子
- 異稱：「精神奕奕的看板娘」
- 武器：搖鼓（仙王之印）

是遊戲中「防具店」的店員，武術流派就像舞蹈一般，相當難以觸摸。

### 亞拜尼婭
- 日语：，英語：，配音：牧島有希
- 異稱：「充滿自愛的絕對正義」
- 武器：劍及盾牌

自幼接受精英教育，擁有過人求生技能的少女士官。既有實力，亦甚有名望。

### 露娜
- 日语：，英語：，配音：今野宏美
- 異稱：「製造血戰的彷徨之月」
- 武器：中華劍

擅長使用劍術的少女。

### 基拿杜托
- 日语：，英語：，配音：高塚正也
- 異稱：「為了編織未來而贖罪」
- 武器：西洋騎士槍

攻擊範圍相當廣的中年騎士。

### 捷斯特
- 日语：，英語：，配音：田中大文
- 異稱：「操縱傀儡的魔手」
- 武器：短刀

使用豪華短刀的青年。

### 迪姆斯
- 日语：，英語：，配音：平井啟二
- 異稱：「蹂躪的欲望」
- 武器：鐵扇

使用鐵扇的野心家。

### 奧利麗亞
- 日语：，英語：，配音：齋藤貴美子
- 異稱：「艷色之毒蜘蛛」
- 武器：鎖鐮

惡毒的貴婦人。

### 史特利夫
- 日语：，英語：，配音：今村直樹
- 異稱：「深刻的怨恨」
- 武器：大劍

使用大劍的帝王。

### 艾蜜
- 日语：，英語：，配音：立野香里子
- 異稱：「沈默之瞳」、「彷徨之夜光蝶」
- 武器：西洋劍

生活於貧民區的孤兒，被逃亡中的拉菲爾所救，並成為其養女。

## 劍魂IV

### 希爾妲
- 日语：，英語：

### 亞爾戈
- 日语：，英語：

### 雪菈薩德
- 日语：，英語：，設計師：出渕裕（日语：出淵裕）

### 安哥爾·菲亞
- 日语：，英語：，設計師：吉崎觀音

### 修羅
- 日语：，英語：，設計師：奥浩哉[1]

### 雅修蘿特
- 日语：，英語：，設計師：大暮維人[2]

### 神斬蝕
- 日语：，英語：，設計師：久行宏和（日语：久行宏和）

## 劍魂 破碎的命運

### 丹皮耶
- 日语：，英語：，配音：千葉繁

## 劍魂V

### 帕楚克羅斯
- 日语：，英語：，配音：KENN

蘇菲緹雅之子，碧菈的弟弟。

### 碧菈
- 日语：，英語：，配音：佐佐木望

蘇菲緹雅之女，帕楚克羅斯的姐姐。

### 茲懷
- 日语：，英語：，配音：三宅健太

### 凪津
- 日语：，英語：，配音：緒乃冬華

多喜的徒弟。

### 薇歐拉
- 日语：，英語：，配音：生天目仁美

### 燕蕾夏
- 日语：，英語：，配音：南條愛乃

柴香華與明朝将军燕武津之女。

### 希霸
- 日语：，英語：，配音：豐永利行

柴香華與齊力克的私生子。

### 樂園
- 日语：，英語：，配音：中村千绘

靈劍「劍魂」的意識體。

## 劍魂VI

### 古洛
- 日语：，英語：，配音：櫻井孝宏

### 阿茲威爾
- 日语：，英語：，配音：江原正士